# مدينة سالم

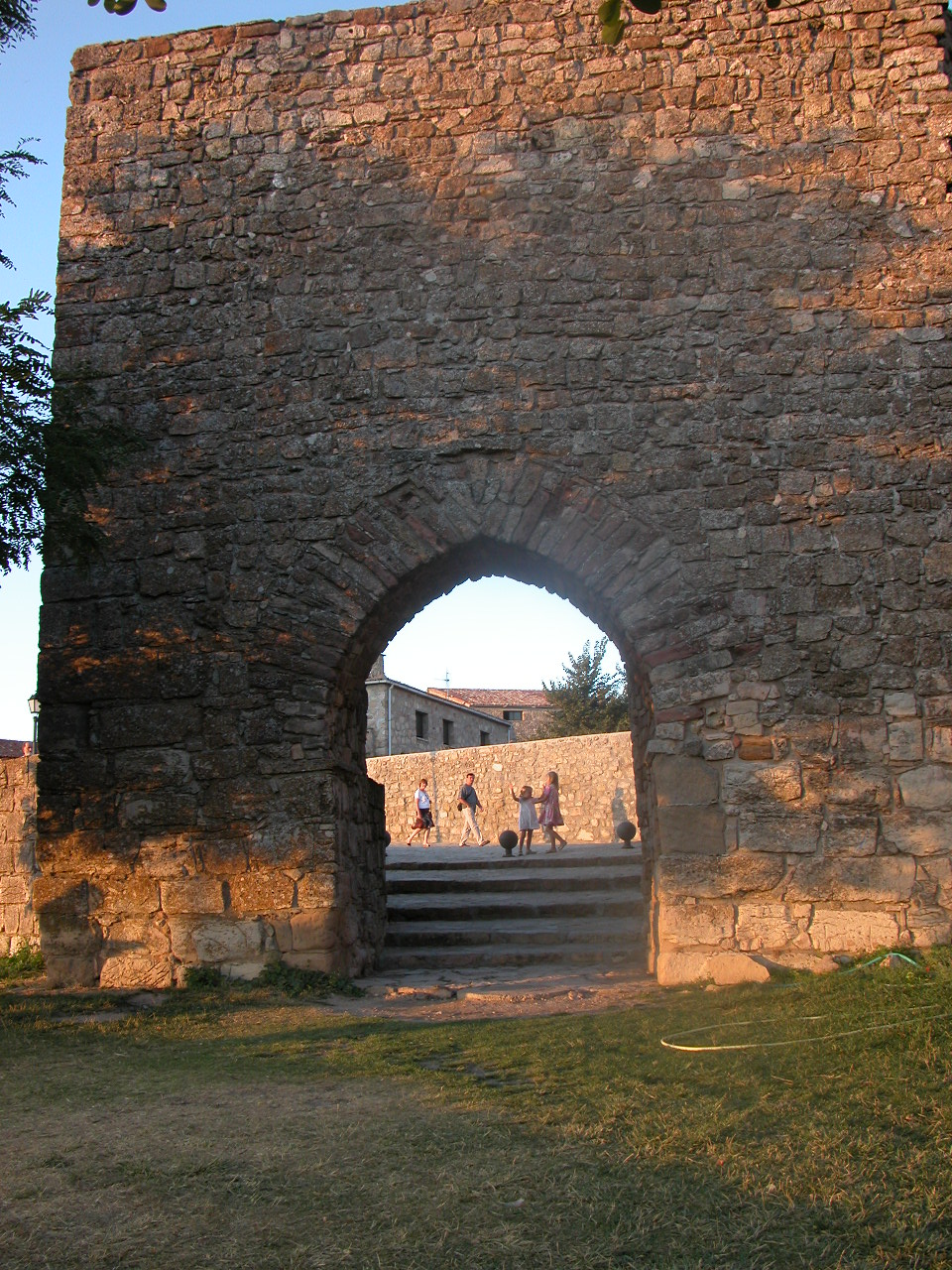
البوابة العربية في المدينة.

مدينة سالم (بالإسبانية: Medinaceli)‏ هي بلدية في مقاطعة شورية في شمال إسبانيا. تقع المدينة عند مصب نهر خالون، واسمها نسبة لبني سالم وهم بطن من بطون قبيلة مصمودة الذين استقروا في ذلك الموضع في القرن الثامن الميلادي.

## تاريخ المدينة
كانت مدينة سالم، الواقعة شمال شرق طليطلة في منطقة الثغر الأوسط شمال الأندلس، بمثابة قاعدة عسكرية لمسلمي الأندلس تنطلق منها الجيوش الإسلامية للإغارة على ممالك النصارى في شمال الأندلس أو لصد هجماتهم على الأندلس.
ظلت المدينة خلال العصور الوسطى لفترة طويلة محل نزاع بين المسلمين والمسيحيين لوقوعها في المنطقة الحدودية بينهما، وفيها يوجد ضريح الحاجب المنصور أحد أقوى رجال الدولة الأموية في الأندلس وأشهرهم.

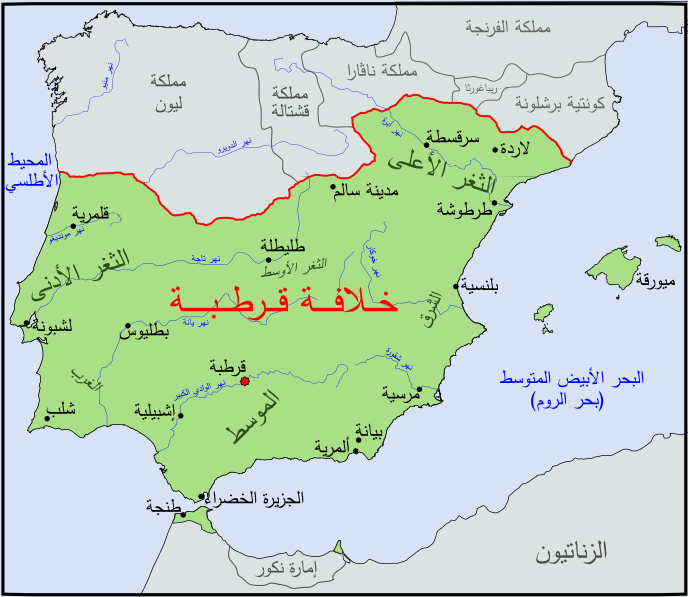
موقع مدينة سالم

## معرض صور

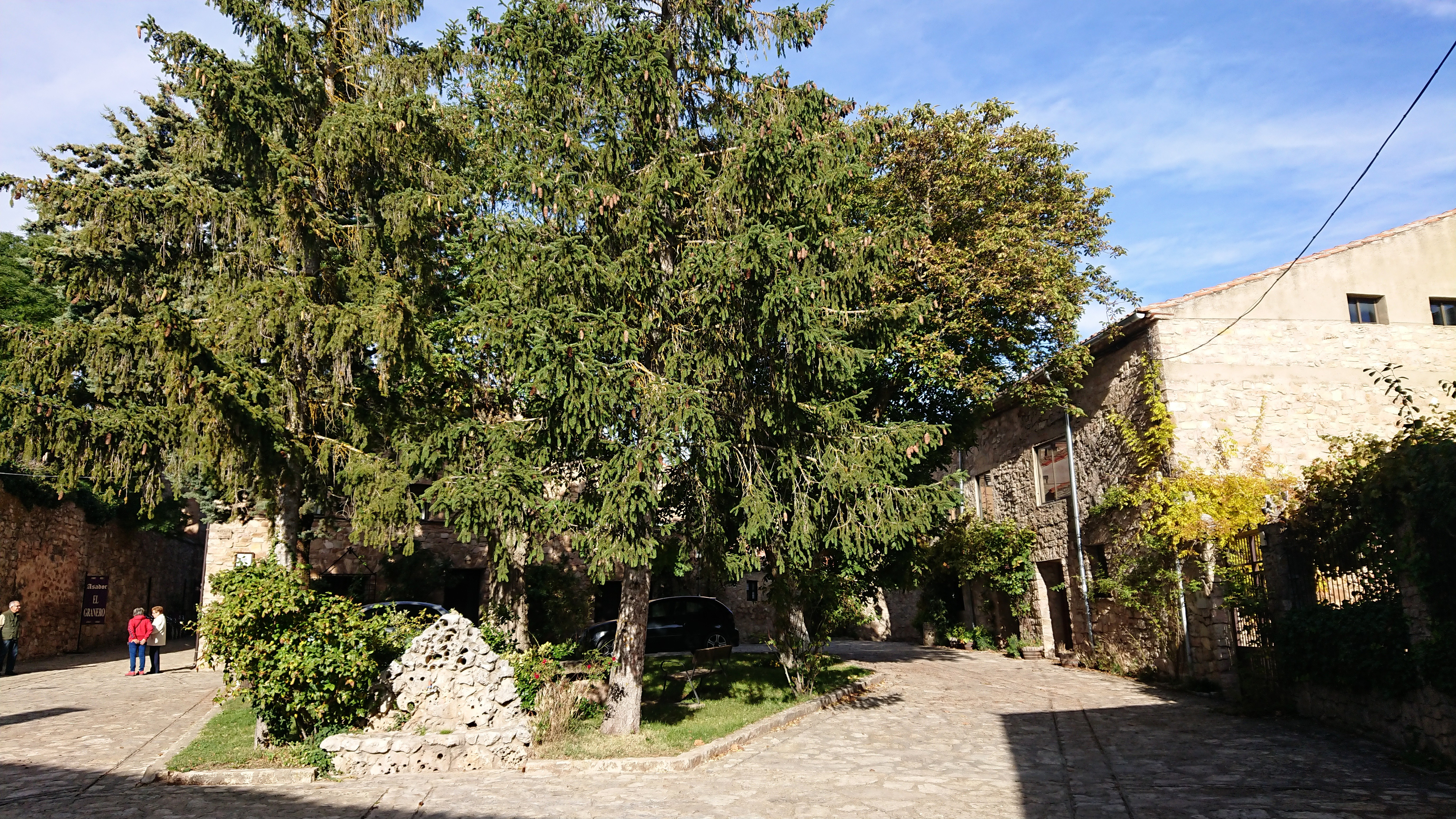
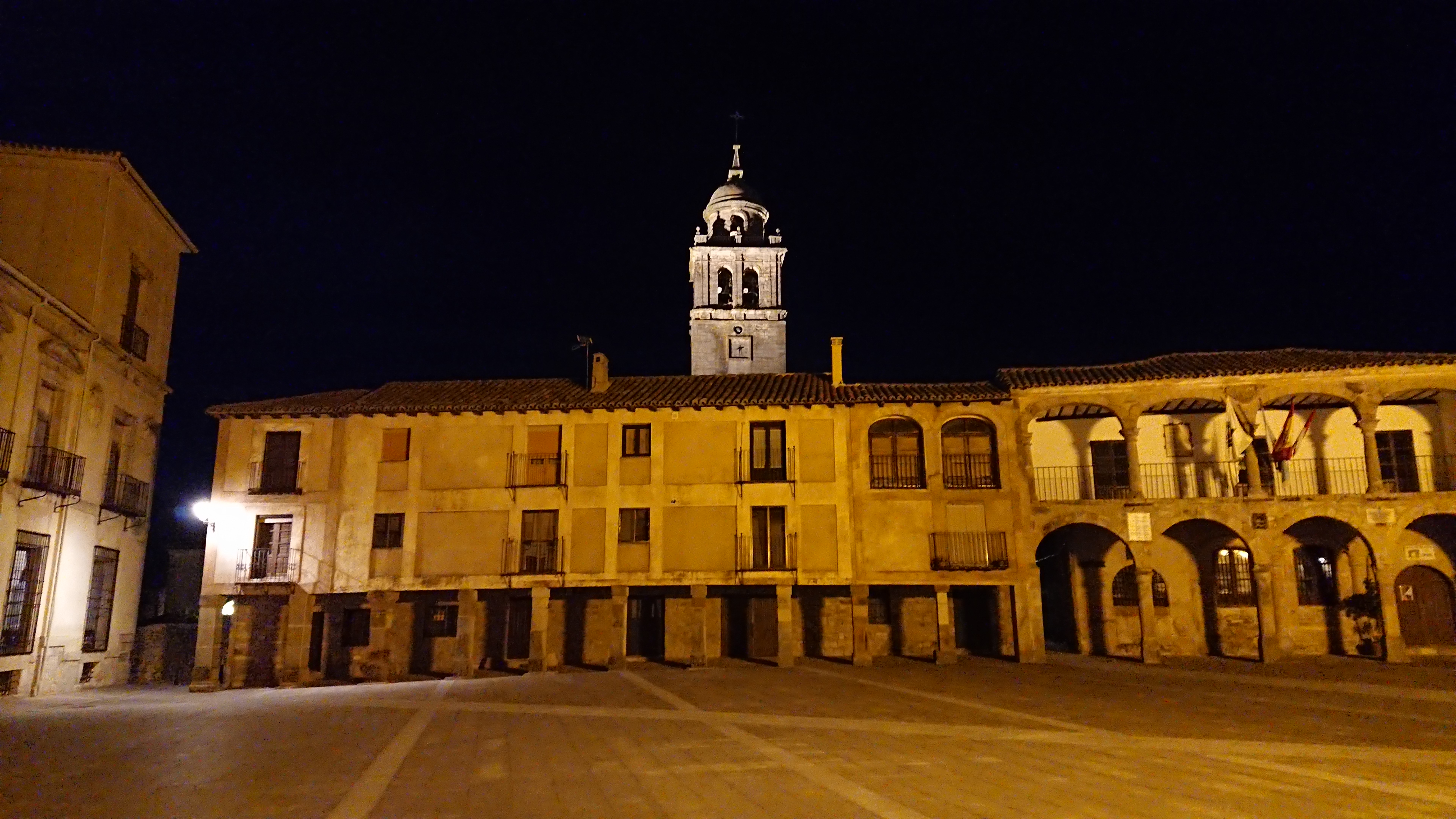
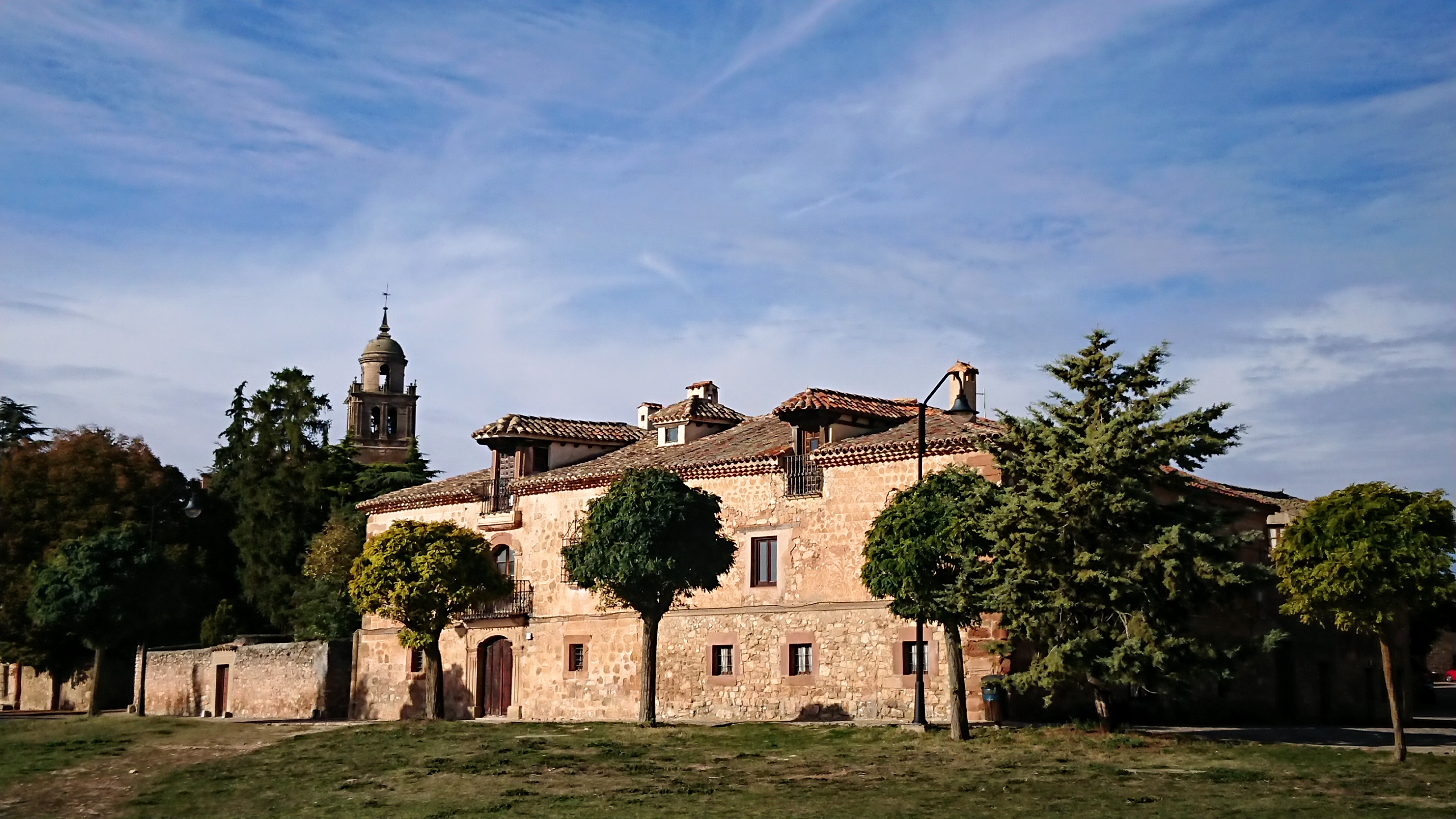
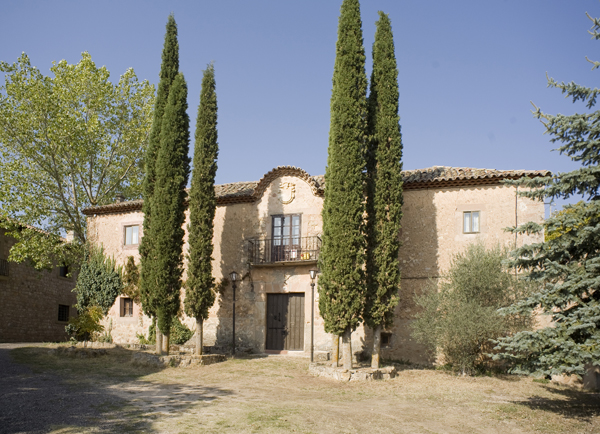
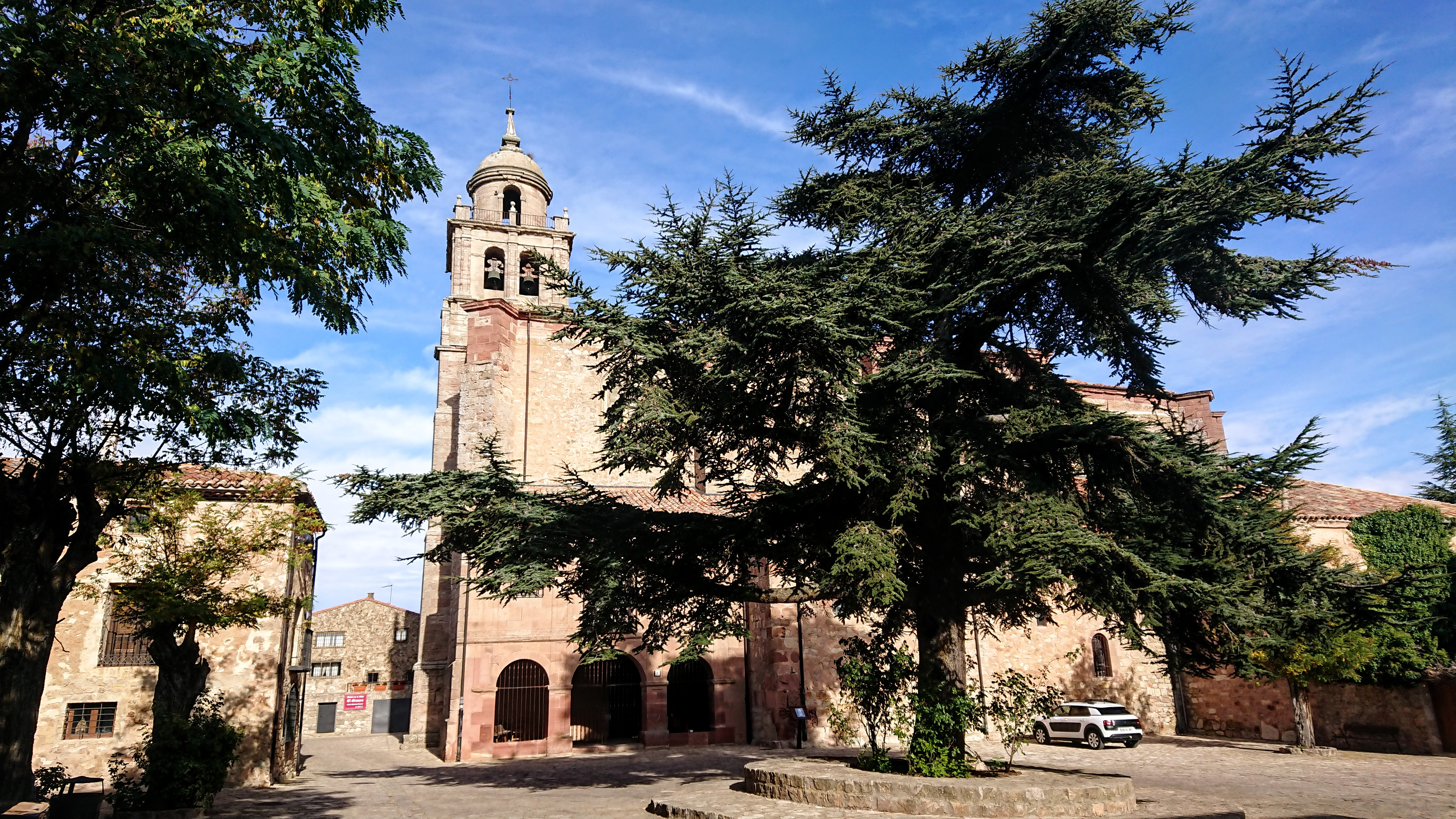
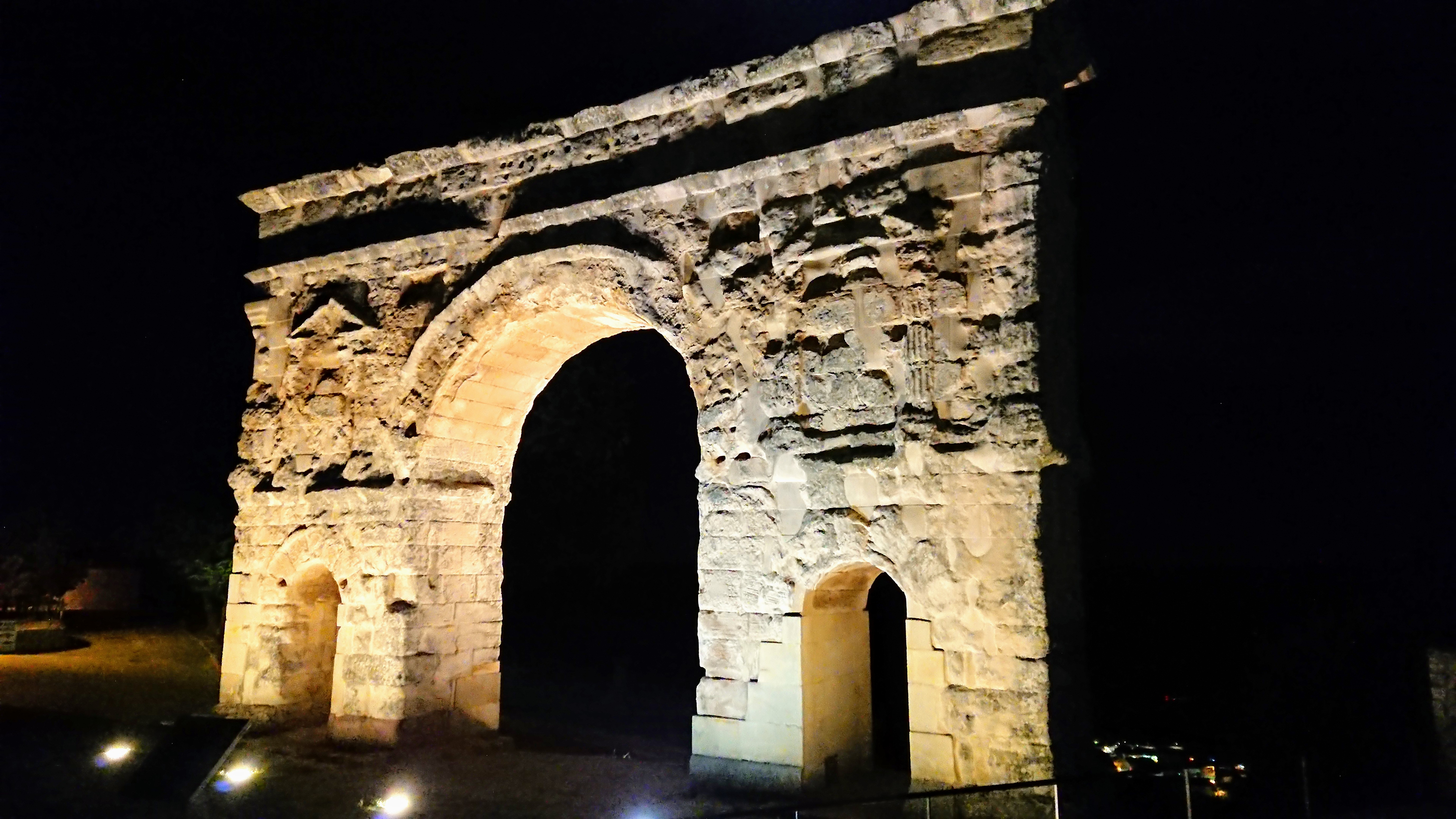

## أعلام
- المنصور بن أبي عامر
- غارسيا فرنانديث كونت قشتالة